# På Sinai stod Herren Gud
På Sinai stod Herren Gud är en kristen psalm. Texten är skriven av Frans Michael Franzén.

## Publicerad i
- 1819 års psalmbok, som nummer 143 under rubriken "Nådens medel".
- Den svenska psalmboken 1937, som nummer 179 under rubriken "C. Kyrkan och nådemedlen".